# Chùa Ba Vàng
Chùa Ba Vàng (còn gọi là Bảo Quang Tự) là một ngôi chùa tọa lạc ở lưng chừng núi Thành Đẳng, thuộc phường Quang Trung, thành phố Uông Bí, tỉnh Quảng Ninh.

## Địa lý
Chùa nằm trên sườn núi Thành Đẳng, nhìn hướng mặt ra phía Tây là trung tâm thành phố Uông Bí, phía trước là Bạch Đằng giang, xa xa là thành phố cảng Hải Phòng, hút tầm mắt là biển Đồ Sơn. Bên trái là những dãy núi Thanh Long trùng điệp chầu về, bên phải là những dãy núi Bạch Hổ hùng vĩ phục xuống.

## Lịch sử
Năm 2007, được sự chấp thuận của chính quyền và sự cho phép của Hòa thượng Thích Thanh Từ (Viện chủ Thiền viện Trúc Lâm), Đại đức Thích Trúc Thái Minh nhận trách nhiệm trụ trì chùa Ba Vàng. Ngày 9 tháng 3 năm 2014, Giáo hội Phật giáo Việt Nam tuyên bố khánh thành chùa Ba Vàng. Ngày 16 tháng 9 năm 2014, chùa Ba Vàng tuyên bố khánh thành Nhà thờ Tam Tổ Trúc Lâm và đại tượng A-di-đà. Chùa Ba Vàng dưới sự trụ trì của Đại đức Thích Trúc Thái Minh đến nay đã phát triển thêm các chùa chi nhánh và chùa trực thuộc bao gồm: Chùa Thiên Lai, Chùa Diên Phúc và Chùa Đế Thích.

### Hoạt động từ thiện
Bên cạnh những hoạt động, sự kiện tổ chức tại chùa, Đại đức Thích Trúc Thái Minh, chư Tăng Ni, Phật tử chùa Ba Vàng còn tích cực tham gia các công tác từ thiện và an sinh xã hội chung tay cùng chính quyền giúp đỡ nhân dân có hoàn cảnh khó khăn.

## Bê bối

### Mê tín dị đoan
Tháng 3 năm 2019, một số báo chí phản ánh hoạt động "thỉnh vong", "gọi hồn" tại chùa Ba Vàng. Ai muốn thoát nạn thì phải "trả nợ" cho vong từ vài triệu đến hàng chục triệu đồng thông qua hình thức cúng dường (công đức) hoặc làm công quả cho nhà chùa. Cứ mỗi tháng 3 đợt, mỗi đợt 2 ngày tại chùa Ba Vàng sẽ diễn lễ thỉnh vong giải nghiệp thu hút hàng ngàn người tham dự/đợt. Mọi bệnh tật và xui xẻo trong cuộc sống đều được lý giải là bởi oán hồn gây ra.
Ngày 20 tháng 3 nám 2019, Ủy ban nhân dân tỉnh Quảng Ninh cũng có công văn số 1710, yêu cầu Ủy ban nhân dân thành phố Uông Bí chủ trì phối hợp cùng với các sở, ngành liên quan tổ chức kiểm tra ngay nội dung việc báo chí phản ánh về chuyện vong báo oán, giải nghiệp tại chùa Ba Vàng.
Ngày 26 tháng 3 năm 2019, Thường trực Hội đồng Trị sự Giáo hội Phật giáo Việt Nam (GHPGVN) khu vực phía Bắc tổ chức phiên họp về việc thuyết giảng và tổ chức lễ thỉnh vong "oan gia trái chủ" tại chùa Ba Vàng và kết luận: Việc trụ trì chùa Ba Vàng Thích Trúc Thái Minh để cho Phật tử Phạm Thị Yến pháp danh Tâm Chiếu Hoàn Quán đăng đàn thuyết pháp tại chùa Ba Vàng là không đúng. Đại đức Thích Trúc Thái Minh với tư cách trụ trì chùa Ba Vàng phải chịu trách nhiệm toàn bộ về sự việc này, yêu cầu chùa Ba Vàng chấm dứt việc tổ chức lễ thỉnh oan gia trái chủ và quyết định tạm đình chỉ tất cả các chức vụ trong GHPGVN trong khi chờ Hội nghị Ban Thường trực Hội đồng trị sự GHPGVN. Cùng ngày, Ủy ban nhân dân phường Quang Trung đã ra quyết định xử phạt hành chính đối với bà Phạm Thị Yến (sinh năm 1970, trú tại thành phố Hạ Long, tỉnh Quảng Ninh) về hành vi lợi dụng hoạt động thỉnh vong, gọi hồn để hành nghề mê tín dị đoan.

### Hoạt động sai quy định
Vào tháng 12 năm 2023, đoàn chư tăng của chùa đã đến chiêm bái xá lợi tóc Đức Phật tại tu viện Parami và Bảo tàng Xá lợi Phật quốc tế Parami. Sau đó, chư tăng nhà chùa mời Hòa thượng U Wepulla - trụ trì tu viện Parami cùng các cao tăng Myanmar tham dự Đại lễ kỷ niệm 765 năm Phật hoàng Trần Nhân Tông đản sinh và đưa xá lợi tóc về Việt Nam. Xá lợi được đưa về chùa Ba Vàng ngày 22 tháng 12, đến ngày 27 tháng 12 mang về Myanmar. Hàng chục nghìn người dân, phật tử đổ về đây chiêm bái hiện vật được cho là "xá lợi tóc Đức Phật". Chùa Ba Vàng cho hay "Đây là một trong tám sợi tóc mà Đức Phật tự tay nhổ trên đầu mình, trao cho hai thương buôn người Myanmar hơn 2.600 năm trước". Trong khuôn khổ Đại lễ kính mừng 765 năm Phật Hoàng Trần Nhân Tông đản sinh tại chùa Ba Vàng, hàng nghìn người dân và du khách bất ngờ trước việc xá lợi tóc được cho là của Đức Phật có thể tự chuyển động.
Sau sự việc, Giáo hội Phật giáo Việt Nam yêu cầu đại đức Thích Trúc Thái Minh, trụ trì chùa Ba Vàng, giải trình nguồn gốc "xá lợi tóc Đức Phật". Tuy nhiên, nhà chùa khẳng định "xá lợi của Đức Phật" là biểu tượng tôn giáo cao quý và thiêng liêng. Việc tôn kính xá lợi của Đức Phật "là lễ nghi và niềm tin tôn giáo của đạo Phật". Trụ trì chùa Ba Vàng, Đại đức Thích Trúc Thái Minh khẳng định không lừa dối Phật tử và những thông tin trái chiều trên mạng xã hội về "xá lợi tóc của Đức Phật" nhằm bôi nhọ chùa Ba Vàng. Về thông tin việc 8 sợi tóc bên chùa Shwedagon (hay còn gọi là chùa Vàng, Myanmar) được bảo quản nghiêm ngặt, chiêm bái từ xa nhưng lại xuất hiện tại chùa Ba Vàng cho nhân dân tới gần chiêm bái, Đại đức Thích Trúc Thái Minh lý giải, cũng chưa khẳng định rằng chùa Shwedagon đó có đủ 8 sợi tóc Đức Phật hay không. Còn tại chùa Parami (Myanmar), sợi tóc được truyền thừa từ đời này sang đời khác, hoà thượng trước viên tịch thì lại truyền cho hòa thượng đời sau và các hòa thượng tin đó là "xá lợi tóc Đức Phật".  Về vấn đề mang tóc đi xét nghiệm ADN có phải của Đức Phật không, Đại đức Thích Trúc Thái Minh cho biết việc xét nghiệm lấy ai làm đối chứng khi Đức Phật đã nhập niết bàn hàng nghìn năm. Cũng theo Đại đức Thích Trúc Thái Minh, các sư thầy bên Myanmar cho biết đây là lần đầu tiên xá lợi tóc của Đức Phật được đưa sang Việt Nam.
Ban Tôn giáo Chính phủ sau đó đã đề nghị Giáo hội Phật giáo Việt Nam thẩm định nguồn gốc "xá lợi tóc Đức Phật" trưng bày tại chùa Ba Vàng; yêu cầu xử lý nghiêm nếu các tổ chức, cá nhân chức sắc Phật giáo liên quan đến sự việc có sai phạm. Theo đó, Đại sứ quán Việt Nam tại Myanmar sẽ xác minh nguồn gốc "xá lợi tóc Đức Phật" được cho là do trụ trì tu viện Parami và Bảo tàng Xá lợi Phật quốc tế Parami mang tới trưng bày tại chùa Ba Vàng cuối tháng 12 năm 2023. Công tác quản lý nhà nước và phật giáo Myanmar với "xá lợi tóc Đức Phật" cũng được Đại sứ quán làm rõ.
Tối ngày 2 tháng 1 năm 2024, Ủy ban nhân dân tỉnh Quảng Ninh cho hay việc chùa Ba Vàng tổ chức rước, trưng bày cho phật tử chiêm bái cái gọi là "xá lợi tóc Phật" chính là hoạt động triển lãm, vì vậy đã vi phạm Nghị định 23/2019 về hoạt động triển lãm. Hoạt động này cũng chưa đúng quy định về chủ thể cũng như thời gian đăng ký theo Luật Tín ngưỡng, tôn giáo và Nghị định 162/2017 quy định chi tiết một số điều và biện pháp thi hành luật này. Ủy ban nhân dân tỉnh Quảng Ninh yêu cầu chùa Ba Vàng không biên soạn, sản xuất video, hình ảnh, tài liệu và gỡ bỏ toàn bộ thông tin giới thiệu vật thể được cho là "xá lợi tóc Đức Phật" trên trang tin của chùa và đại đức Thích Trúc Thái Minh cũng như các trang mạng xã hội. Thông tin này gây dư luận phức tạp, ảnh hưởng đến an ninh trật tự và các hoạt động tôn giáo, tín ngưỡng bình thường trên địa bàn.
Chiều ngày 4 tháng 1, Ban Thường trực Hội đồng Trị sự khu vực phía bắc đã có phiên họp tại chùa Quán Sứ, Hà Nội, liên quan đến vụ "xá lợi tóc Đức Phật". Phiên họp có xem xét kỷ luật đối với Đại đức Thích Trúc Thái Minh, trụ trì chùa Ba Vàng về vụ việc trưng bày "xá lợi tóc Đức Phật". Theo Ban Tôn giáo Chính phủ, chùa Ba Vàng trưng bày "xá lợi tóc Đức Phật" không đúng quy định, đại đức Thích Trúc Thái Minh nhiều lần xuất cảnh không thông báo, vi phạm Luật Tín ngưỡng tôn giáo. Đại đức Thích Trúc Thái Minh đã sám hối trước chư tôn đức thường trực Hội đồng trị sự Giáo hội Phật giáo Việt Nam vì trưng bày "xá lợi tóc Đức Phật". Hội đồng Trị sự yêu cầu trong vòng 1 năm tới, tuyệt đối không mời các đoàn quốc tế hoạt động giao lưu gì ở chùa Ba Vàng.
Vào ngày 21 tháng 1, Giáo hội Phật giáo Việt Nam ra quyết định cảnh cáo đại đức Thích Trúc Thái Minh do trưng bày "xá lợi tóc Đức Phật" làm ảnh hưởng nghiêm trọng niềm tin Phật giáo. Ngoài bị cảnh cáo, ông Minh phải sám hối trước Thường trực Hội đồng trị sự. Các hình thức kỷ luật này được thông báo tới tất cả ban trị sự Giáo hội Phật giáo địa phương trên toàn quốc. Theo Hội đồng trị sự Giáo hội Phật giáo Việt Nam, Chùa Ba Vàng tổ chức chiêm bái và truyền thông "xá lợi tóc Đức Phật" bị dư luận xã hội phê phán, tạo ra nhiều thông tin trái chiều. Sự việc này "ảnh hưởng nghiêm trọng tới niềm tin của Phật giáo và uy tín của Giáo hội". Sau đó 5 ngày, Ủy ban nhân dân thành phố Uông Bí quyết định xử phạt Đại đức Thích Trúc Thái Minh 7,5 triệu đồng do hoạt động trưng bày "xá lợi tóc Đức Phật" vi phạm quy định về triển lãm.